# Couarde
Pour les articles homonymes, voir Couarde (homonymie).
La Couarde est une rivière française, qui coule dans le département de l'Indre, en région Centre-Val de Loire. C'est un affluent droit de la Vauvre, donc un sous-affluent de la Loire, par l'Indre.

## Géographie
Longue de 22,1 km, elle naît sur la commune de Crevant. Son confluent avec la Vauvre est situé sur le territoire de la commune de Sarzay. La Couarde coule globalement du sud vers le nord.

### Communes et cantons traversés
Dans le seul département de l'Indre, la Couarde traverse les sept communes, de l'amont vers l'aval, de Crevant (source), Chassignolles, Pouligny-Notre-Dame, Pouligny-Saint-Martin, Le Magny, Montgivray et Sarzay (confluence).
Soit, en termes de cantons, la Couarde prend source et conflue dans le canton de Neuvy-Saint-Sépulchre, mais traverse le canton de La Châtre, le tout dans l'arrondissement de La Châtre.

### Bassin versant
La Couarde traverse une seule zone hydrographique « La Couarde & ses affluents » (K713) de 73km2 de superficie. Ce bassin versant est constitué à 93,22 % de « territoires agricoles ».

## Affluents
La Couarde a   affluents dont :
- le Peud-hud (rd), 7,5 km sur les quatre communes de Chassignolles (confluence), Crevant (source), Pouligny-Notre-Dame, Pouligny-Saint-Martin avec un affluent :
  - le ruisseau du Beau (rd), 5,1 km sur la seule commune de Pouligny-Notre-Dame.
- le Bellefont (rg), 6,6 km sur les trois communes de Sarzay, Montgivray et Le Magny.

### Rang de Strahler
Donc son rang de Strahler est de trois, par le Peud-hud et le Beau.

## Aménagements et écologie

### Pêche et poissons
Le cours d'eau est de deuxième catégorie ; les poissons susceptibles d’être péchés sont : ablette, barbeau commun, black-bass à grande bouche, brème, brochet, carassin, gardon, goujon, perche, poisson-chat, rotengle, sandre, silure et tanche.